# هلث پلیس (کالیفرنیا)
هلث پلیس (به انگلیسی: Heath Place) یک منطقهٔ مسکونی در ایالات متحده آمریکا است که در شهرستان مندوسینو، کالیفرنیا واقع شده‌است. هلث پلیس ۶۳۴ متر بالاتر از سطح دریا واقع شده‌است.